# Фатехабад (округ)
Фатехабад (англ. Fatehabad, в.-пандж. ਫ਼ਤੇਹਾਬਾਦ ਜ਼ਿਲਾ, хинди फ़तेहाबाद ज़िला) — округ в индийском штате Харьяна. Образован в 15 июля 1997 года. Разделён на три подокруга: Фатехабад, Ратия и Тохана. Административный центр округа — город Фатехабад. По данным всеиндийской переписи 2001 года население округа составляло 806 158 человек. Уровень грамотности взрослого населения составлял 58,17 %, что немного ниже среднеиндийского уровня (59,5 %).